# Home (The-Gathering-Album)
Home ist das achte Studioalbum der niederländischen Band The Gathering. Es erschien am 15. April 2006 via Noise Records. Home war das letzte Album der Band mit der langjährigen Sängerin Anneke van Giersbergen und das erste mit der Bassistin Marjolein Kooijman.

## Entstehung
Für die Aufnahmen wählte die Band den Produzenten Attie Bauw, mit The Gathering schon auf ihrem Album How to Measure a Planet? zusammengearbeitet haben. Bauw schlug der Band vor, nicht in einem gewöhnlichen Tonstudio aufzunehmen. In der südostniederländischen Stadt Maurik stieß die Band auf eine kleine Kapelle namens „La Divina Commedia“, in der die Aufnahmen schließlich im Herbst und Winter 2005 stattfanden. Das Gros der Lieder wurde live aufgenommen. Nur vereinzelt gab es einige Overdubs.
Die Aufnahmen endeten tragisch. Im Dezember 2005 verstarb Henk Rutten, der Vater des Gitarristen René und des Schlagzeugers Hans. Während Henk Rutten in der Studioküche das Abendessen für die Band zubereitete traten bei ihm plötzlich starke Schmerzen im Unterleib auf. Im Krankenhaus wurde festgestellt, dass seine Aorta zerstört war. Trotz einer Notoperation konnte er nicht mehr gerettet werden. Henk Rutten war über viele Jahre Manager der Band. Ihm widmete die Band das Titellied des Albums.
Weitere Aufnahmen fanden in den Studios „FishMarket“ in Nijmegen sowie in „Bauwhaus“ in Amsterdam statt. Attie Bauw übernahm die Abmischung, während Darius van Helfteren das Album in den „Wisseloord“ Studios in Hilversum gemastert hat.
Die Band beschreibt Home als ein Konzeptalbum über die Herausforderungen und Erfolge des täglichen Lebens. Die Texte stammen von Anneke van Giersbergen, die Musik von der gesamten Band. Ursprünglich sollte Home über das bandeigene Label Psychonaut Records erscheinen. Da die Firma noch zu klein und die Promotion zu aufwändig war lizenzierte die Band das Werk an Noise Records.

## Rezeption
Das Album erhielt von Seiten der Musikpresse gute Kritiken. Boris Kaiser vom deutschen Magazin Rock Hard verglich Home mit einem Film und sprach von einem „gewohnt guten Album“, welches er mit acht von zehn Punkten bewertete. Laut Petra Schurer vom Metal Hammer ist Home „durch seine Vielschichtigkeit wertvoll, weil es wie das Leben selbst ist: nicht immer einfach, aber gerade deshalb spannend“.
Home stieg in den niederländischen Albumcharts auf Platz 34 und in den französischen Albumcharts auf Platz 58 ein. Außerhalb der beiden Länder konnte sich das Werk nicht in den Charts platzieren.

## Titelliste
1. Shortest Day – 4:12
2. In Between – 4:44
3. Alone – 4:56
4. Waking Hour – 5:38
5. Fatigue – 1:49
6. A Noise Severe – 6:06
7. Forgotten – 3:25
8. Solace – 3:51
9. Your Troubles are Over – 3:46
10. Box – 4:43
11. The Quiet One (Instrumental) – 2:16
12. Home – 6:58
13. Forgotten Reprise – 7:57